# 浦野まつほ
浦野 まつほ（うらの まつほ、1910年 - 1935年11月29日）は、昭和初期の宝塚歌劇団・娘役スター。宝塚歌劇団14期生（1924入学※劇団と音楽学校が分離しておらず入学＝入団）。愛媛県松山市出身。本名は松浦芳子。後に洋画家・岸田劉生の実弟で日本初のレビューを作った岸田辰彌（辰弥）の妻となる。
1935年（昭和10年）11月、当時患っていた腹膜炎が原因で死去した。満25歳（数え年26歳）没。墓所は多磨霊園。

## 主な出演作
- レビュウ「モン・パリ」（1928年）：初演は1927年
- 歌劇「ユーディット」（1928年）
- レビュウ「紐育行進曲」（1929年）
- レビュウ「シンデレラ」（1929年）：主演
- 歌劇「シャンクンタラ姫 」（1930年）：主演